# Berthold Volz
Berthold August Emil Volz (* 30. Juli 1839 in Rügenwalde in Pommern; † 1. Dezember 1899 in Breslau) war ein deutscher Geograph und Geschichtsforscher.
Berthold Volz hatte  das Gymnasium in Köslin besucht,  bevor er von 1857 bis 1861 an den Universitäten von Berlin und Greifswald Philologie und Geschichte studierte.
Nachdem er an den Gymnasien von Köslin und Stolp in Pommern das vorgeschriebene  Probejahr absolviert hatte, war Volz zunächst als ordentlicher Lehrer an den Gymnasien  von Köslin und Schwerin in Mecklenburg angestellt worden, dann als Oberlehrer an den Gymnasien  von Mühlhausen/Thüringen und am Königlichen Pädagogium der Franckeschen Stiftungen in Halle an der Saale.
1872 wurde Volz zum Direktor des Gymnasiums in Wittstock/Dosse ernannt, 1874 übernahm er die Leitung des Viktoria-Gymnasiums in Potsdam.
Zwischen 1878 und 1889 unternahm er wiederholt Reisen nach Italien und Griechenland.
Volz ist Autor mehrerer Geschichtswerke, geographischer Sachbücher und zahlreicher Aufsätze und Rezensionen, die in verschiedenen Zeitschriften veröffentlicht wurden. Nach dem Rücktritt von Alfred Kirchhoff 1882 übernahm er die Herausgabe der neuen Auflagen von  H. A. Daniels bekanntem, auflagenstarken Leitfaden für den Unterricht in der Geographie sowie dem Lehrbuch der Geographie für höhere Unterrichtsanstalten. 1878 war er beauftragt, dem Prinzen Heinrich von Preußen, 1880 der Prinzessin Viktoria von Preußen wissenschaftliche Vorträge zu halten. Er nahm intensiv am gesellschaftlichen Leben teil und engagierte sich für patriotische Zielsetzungen. Volz gehörte dem Vorstand der Abteilung Breslau der Deutschen Kolonialgesellschaft an sowie auch dem Vorstand des Schlesischen Hauptvereins der Gustav Adolf-Stiftung.
Am 28. November 1899 unterzog sich Berthold Volz einer lebensgefährlichen Operation, die unglücklich verlief und die am 1. Dezember 1899 seinem schaffensreichen Leben ein vorzeitiges Ende setzte.

## Werke (Auszug)
- Die Römische Elegie – Auswahl aus den Dichtern der Klassischen Zeit. 2. Auflage, Leipzig 1876.
- Über das Jahr der Schlacht von Pollentia. Cöslin 1864.
- Fürst Kaunitz.
- Beiträge zur Geschichte des Pietismus: aus ungedruckten Materialien. Gotha 1872.
- Geschichte Deutschlands im neunzehnten Jahrhundert vom Luneviller Frieden bis zum Tode Kaiser Wilhelms I.
- Die geographischen Entdeckungen und Entdecker  der neuesten Zeit in orientirender Überschau: fünf Vorträge. Mühlhausen 1868.
- Henry Morton Stanleys Reise durch den dunklen Erdteil – Nach Stanleys Berichten für weitere Kreise bearbeitet. Leipzig 1881.
- Die militärischen Schriften Friedrichs des Großen, Berlin 1882.
- Lehrbuch der Geographie. Leipzig 1900.
- mit Hermann Albert Daniel: Geographische Charakterbilder – Aus den Originalberichten der Reisenden, 5 Bände [Band I: Deutschland (Alpenland, Deutsches Reich und Deutsch-Österreich), 4. Auflage 1898; Band II: Europa; Band III: Asien; Band IV: Afrika, 2. Auflage 1903; Band V: Amerika und Australien], Leipzig 1885/92.
- Unsere Kolonien – Land und Leute. Leipzig 1891.
- Emin Paschas Entsatz und Stanleys Zug durch das ‹dunkelste Afrika›. Leipzig 1891.
- Großherzog Friedrich II. von Mecklenburg-Schwerin – Ein deutsches Fürstenleben, nach Aufzeichnungen und Erinnerungen. Wismar 1893.
- Illustrirte Geschichte der Neuesten Zeit, 2 Bände; Band I: Von der französischen Revolution von 1789 bis zur Julirevolution und der englischen Parlamentsreform. Leipzig 1883; Band 2: Von der Julirevolution bis zur Wiederaufrichtung des Deutschen Kaiserreichs. Leipzig 1884; 2. Auflage 1994/95.
- Die Anfänge des Christenthums im Rahmen ihrer Zeit. Leipzig 1888.
- Wilhelm der Große, Deutscher Kaiser und König von Preußen – Sein Leben und Wirken, zum Gedächtnis seines hundertjährigen Geburtstages. Leipzig 1897.